# 服部幸子
服部 幸子（はっとり ゆきこ、1967年8月24日 - ）は、日本の女優、声優。劇団昴所属。三重県四日市市出身。

## 来歴
三重県立四日市南高等学校、明治大学文学部文学科演劇学専攻卒業。大学卒業後、富士通のショールームを運営する会社に正社員として勤務。退職後、昴演劇学校に入学。三年間の研究生期間を経て1994年より劇団昴に在籍。

## 人物
趣味は歌、謡曲、仕舞、演劇、映画、テレビドラマ、ドキュメンタリー番組鑑賞、部屋の模様替え、瞑想、妄想。方言は関西弁、三重弁。資格は教員免許国語（中学第一種・高校第二種）。英検2級、普通自動車運転免許（筋金入りのペーパードライバー）。

## 出演作品

### テレビドラマ
- 小京都ミステリー「越中落人伝説殺人事件」（1999年） - 富山県観光地ガイド嬢 役
- 聖女（2014年）
- 刑事7人（2015年） ‐ 朝倉美代子 役
- オバチャン保険調査員 赤宮楓のマル秘事件簿（2017年）

### テレビ番組
- たけしの健康エンターテインメント!みんなの家庭の医学
- 日曜ビッグスペシャル「嫁・姑戦争」（姑と子供の教育問題で対立する生真面目すぎる嫁）
- わたしが子どもだったころ 山本容子編 - 主人公少女時代の童謡の先生 役

### 映画
- 誰かが私にキスをした（2010年、ユウジの母）

### テレビアニメ
- デビルマンレディー（1998年） - 女性ライター、レミの母
- 名探偵コナン（1998年 - 1999年） - 岡崎澄江、俊也の母
- GTO（1999年） - 相良先生
- 星界の紋章（1999年） - 女性官僚
- 人形草紙あやつり左近（1999年） - 小林京子

### ゲーム
- ファイナルファンタジーVII リメイク（2020年）

### 吹き替え

#### 映画
- 従妹ベット（ジェニー・カディーン〈エリザベス・シュー〉）
- イン・アメリカ/三つの小さな願いごと
- インデペンデンス・デイ（大統領夫人）
- オン・ザ・ライン 君をさがして
- クイルズ
- 恋は嵐のように（ブリジット）
- 交渉人（リンダ）
- 誘う女
- ジャングル・ジョージ
- ディレイルド 暴走超特急（マデリーン・クリストフ）
- 永遠に美しく… ※日本テレビ版
- ディープ・ジョパティー（インド人女性）
- ハイスクール白書 優等生ギャルに気をつけろ!（ジュディス）
- フェイス/オフ
- フロム・ジ・アース/人類、月に立つ
- ボイス
- 僕たちのアナ・バナナ（レイチェル）
- マジェスティック（メイベル）
- マシニスト
- ライフ・イン・ザ・シアター
- Rain レイン（ケイト）

#### ドラマ
- アリー my Love
- ER緊急救命室シーズン3 - 14（キット〈ベリナ・ローガン〉）
- WITHOUT A TRACE/FBI 失踪者を追え!
- おとぼけスティーブンス一家（副知事の妻）
- 女弁護士ロージー・オニール（弁護士バレリー）
- グッド・ワイフ2
- クローザー
- ゴースト 〜天国からのささやき（フランシー）
- ザ・ソプラノズ 哀愁のマフィア
- サブリナ
- サンタバーバラ
- シャーロック・ホームズの冒険「第二の血痕」（レディ・ヒルダ）※DVD完全版
- 新アウターリミッツ
- スイート・ライフ オン・クルーズ（インド富豪・ギタンジャリ）
- NIP/TUCK マイアミ整形外科医
- 犯罪捜査官ネイビーファイル（メレディス教授）
- フェリシティの青春（ミーガン・ロタンディ）
- プライベート・プラクティス 迷えるオトナたち
- フレンズ（ゲイル）
- ヤング・スーパーマン（マーサ・ケント）
- リ・ジェネシス バイオ犯罪捜査班（オードリー・グレイブス）
- 恋愛都市 恋がしたい

#### アニメ
- インヴェイジョンUSA（リア博士）
- ターザン（タークのママ）

### CM
- アイデム演劇プロジェクト「ロミジュリ」校長のあいさつ篇
- アマノフーズ
- NHK-BS
- NTTドコモ四国
- NTTドコモ 広告用スチール（住宅アドバイザー）
- NTTドコモ北海道
- クラシエ 漢方セラピー
- 三幸製菓 三幸の柿の種「お客様の声」篇
- GEエジソン生命（床屋のおかみさん）
- JAバンク
- 資生堂
- 新生ホームサービス「ビフォアーアフター」篇
- SONY PlayStation 裁判ごっこにふけるおかしな一家の主婦
- 大正製薬 ゼナ（ゼナを飲んで体力回復するOL）
- ダイハツ・ミライース「料亭」篇
- 同和啓発
- 日興證券（財テクを語り合うセレブな主婦）
- 日清ラ王「生めん?」篇
- ニチレイフーズweb
- ニッスイ「麺自慢ちゃんぽん」（麺自慢ちゃんぽんを自慢しまくる教育ママ）
- 任天堂 Wii「みんなの常識力」役不足編（公園で立ち話する主婦）
- フジッコ デンタフローラ
- フマキラー「虫よけバリア ハイブリッド」（ベランダで勝手に歌うデュエット歌手）
- ブルボン プチシリーズ
- 丸大ハム ハムの人シリーズ（遊園地でコーヒーカップに乗る主婦）
- ユーキャン
- UQ mobile「家族ミステリー劇場」
- 養命酒（東北老舗和菓子屋の若女将）
- 楽天カード「ポイント戦隊楽天カードマンズ」
- 若草食品 こんにゃく発表（記者会見にのぞむキャスター）
- わかさ生活 ブルーベリーアイ デラックス

### ラジオ
- サラリーマンの掟
- 朗読
  - 若山牧水
  - 岸田隆生の銀座の話

### ラジオドラマ
- 火の鳥
  - 鳳凰編（速女）
  - 太陽編（ユリカ）

### 舞台
1994年
- ベルナルダ・アルバの家（乞食女）
- リチャード二世（王妃の侍女）

1995年
- カモメたちの晩夏

1996年
- 修道女（シスター･ソフィー/ソレイユ）
- テムペスト（妖精）

1997年
- 夏の夜の夢（1997年 - 2006年、ハーミア、森の木々、宮廷人、妖精）

1998年
- 青い鳥（魔女、夜、ベランゴー）
- プレイング・フォア・タイム-命を奏でて-（エタリーナ）
- 三人姉妹（ナターシャ）

1999年
- クリスマス・キャロル（1999年 - 2002年、クラチット夫人、女中1、街の人）

2001年
- KAZUKI〜ここが私の地球
- はだかの王子さま

2002年
- それから（梅子）
- 白いライオン

2003年
- マクベス（2003年 - 2019年、侍女）
- ナイチンゲールではなく（エバ・クレイン）

2005年
- アルジャーノンに花束を（2005年 - 2008年、アリス･キニアン）
- ヒューマン・ダイナモ〜人間発動機 野口英世（斉藤ます子）

2006年
- 夢〜歌舞伎町物語

2007年
- ふたりのロッテ（校長先生）

2009年
- SAMURAI高峰譲吉
- 新宿パラダイス

2012年
- 会議

2013年
- 良い子にご褒美

2014年
- BLUE（ケリー）
- ラインの監視（サラ）

2016年
- 街と飛行船（母）
- THE GREEKS（クリュタイムメストラ、アテナ）
- フィガロの結婚（2016年 - 2017年）

2017年
- ふくろう（ユミエ）

2018年
- アシバー〜沖縄遊侠伝〜（宮下波子）
- アンドロマック（セフィーズ）

2019年
- ミュージカル ユタとふしぎな仲間たち（ユタの母、クルミ先生）

2021年
- ミュージカル 夢から醒めた夢（老婦人）
- ミュージカル ユタと不思議な仲間たち（クルミ先生）

2022年
- アンドロマック（セフィーズ）

2023年
- オンディーヌ（王妃イゾルデ）
- ミュージカル 夢から醒めた夢（老婦人）

2024年
- とりつくしま
- ミュージカル ユタと不思議な仲間たち（クルミ先生）